# Wolfgang Enge
Wolfgang Enge (* 17. September 1944; † 22. Dezember 2000) war ein deutscher Fußballspieler, der in den 1960er und 1970er Jahren für Motor/Sachsenring Zwickau und den FC Karl-Marx-Stadt in der DDR-Oberliga, der höchsten Spielklasse im DDR-Fußball, aktiv war.

## Sportliche Laufbahn
Seinen Einstand in der DDR-Oberliga gab Wolfgang Enge im Alter von 20 Jahren. Am 20. Spieltag der Saison 1964/65 wurde er bei der Betriebssportgemeinschaft (BSG) Motor Zwickau als Mittelfeldspieler eingesetzt. Bis zum Saisonende kam er auf insgesamt fünf Oberligaspiele. In der folgenden Spielzeit etablierte er sich bereits als Stammspieler mit 20 Oberligaeinsätzen. Nachdem Enge 1966/67 nur in vier Oberligabegegnungen eingesetzt worden war und auch im Pokalendspiel, das Motor Zwickau mit 3:0 über Hansa Rostock gewann, nicht zum Zuge gekommen war, wechselte er zu Beginn der Saison 1967/68 zum zweitklassigen DDR-Ligisten BSG Stahl Riesa. Nachdem er dort zwölf Ligaspiele bestritten hatte, wurde er im Dezember 1967 vom Oberligisten FC Karl-Marx-Stadt übernommen. Nach nur zwei Oberligaeinsätzen musste Enge im Mai 1968  einen 18-monatigen Wehrdienst in der Nationalen Volksarmee antreten. In dieser Zeit konnte er bei der Armeesportgemeinschaft (ASG) Vorwärts Leipzig weiter Fußball in der DDR-Liga spielen. Von den 39 Punktspielen zwischen August 1968 und Oktober 1969 absolvierte er 36 Partien und war mit neun Toren erfolgreich. Anschließend kehrte Enge nach Zwickau zurück. Seine BSG Motor war inzwischen in BSG Sachsenring umbenannt worden, und die 2. Mannschaft spielte in der DDR-Liga. Mit der DDR-Liga-Mannschaft absolvierte er bis zum Ende der Saison 1969/70 14 weitere Ligaspiele. 1970/71 spielte Enge seine letzte Oberligasaison, in der er in unregelmäßigen Abständen auf unterschiedlichen Positionen aufgeboten wurde. Daneben bestritt er auch neun weitere Punktspiele für Sachsenring II, bei denen er vier Tore erzielte. Seine letzte Spielzeit für die BSG Sachsenring Zwickau absolvierte er 1971/72, in der er ausschließlich in der 2. Mannschaft eingesetzt wurde. Er versäumte lediglich eins der 22 Punktspiele und wurde mit seinen elf Treffern zum Torschützenkönig der Zwickauer. Zum Beginn der Saison 1972/73 wechselte Enge zum Lokalrivalen BSG Motor Werdau, der ebenfalls in der DDR-Liga vertreten war. Dort war Enge für drei Spielzeiten Stammspieler, er bestritt 63 der 66 ausgetragenen Punktspiele und war mit zehn Toren erfolgreich. Nachdem er 1975/76 nur noch in zwei Ligaspielen mitgewirkt hatte, beendete er 31-jährig seine Laufbahn im höherklassigen Fußball. Zwischen 1965 und 1976 war er auf 40 Oberligaspiele mit zwei Toren und 156 DDR-Liga-Spiele mit 36 Toren gekommen.